# Josef Kemr

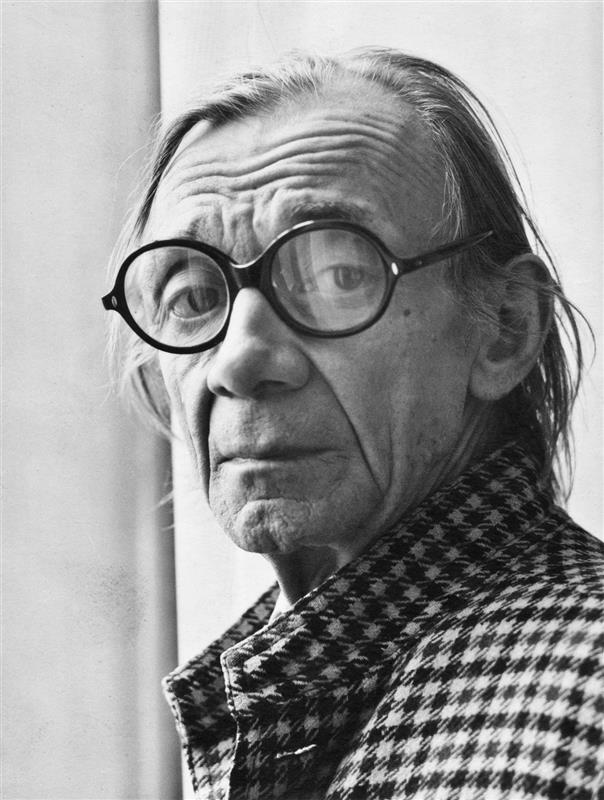
Josef Kemr

Josef Kemr (* 20. Juni 1922 in Prag; † 15. Januar 1995 ebd.) war ein tschechischer Schauspieler.

## Leben
Kemr, der ab den 1930er Jahren in Filmen auftrat, schloss die Schule 1942 ab und war im selben Jahr im Divadlo na Vinohradech in einer Komparsenrolle in der Operette Polenblut zu sehen. Unter Přemysl Pražský erhielt er in der gleichen Zeit Sprecherrollen im Radio. Nach dem Zweiten Weltkrieg war er an verschiedenen Theatern Prags engagiert; ab 1965 gehörte er dem Ensemble des Nationaltheaters an. Kemr war mit der Schauspielerin Eva Foustková verheiratet und starb 1995 an Krebs.

## Auszeichnungen
- 1993: Thalia-Preis für das Lebenswerk

## Filmografie (Auswahl)
- 1937: Lízin let do nebe
- 1938: Klapperzahns Wunderelf (Klapzubova jedenáctka)
- 1938:  Druhé mládí
- 1938: Škola základ života
- 1938: Jarka a Věra
- 1938: Malí velcí podvodníci
- 1939: Studujeme za školou
- 1939: Lízino štěstí
- 1939: Bílá jachta ve Splitu
- 1939: Tulák Macoun
- 1940: To byl český muzikant
- 1940: Prosím, pane profesore
- 1940: Poznej svého muže
- 1941: Střevíčky slečny Pavlíny
- 1941: Pro kamaráda
- 1941: Rukavička
- 1941: Provdám svou ženu
- 1941: Pantáta Bezoušek
- 1942: Valentin, der Gutmütige (Valentin dobrotivý)
- 1942: Městečko na dlani
- 1942: Barbora Hlavsová
- 1943: Bláhový sen
- 1944: Jarní píseň
- 1944: Paklíč
- 1945: Rozina sebranec
- 1946: Třináctý revír
- 1946: Pancho se žení
- 1947: Alena
- 1947: Portáši
- 1947: Nevíte o bytě?
- 1947: Nikdo nic neví
- 1947: Tři kamarádi
- 1947: Muzikant
- 1948: Poesie pouti
- 1948: O ševci Matoušovi
- 1948: Dravci
- 1948: Návrat domů
- 1948: Zelená knížka
- 1949: Divá Bára
- 1949: Soudný den
- 1949: Rodinné trampoty oficiála Tříšky
- 1949: Dva ohně
- 1950: V trestném území
- 1950: Fröhlicher Wettstreit (Veselý souboj)
- 1950: Slepice a kostelník
- 1951: Der Kaiser und sein Bäcker (Císařův pekař – Pekařův císař)
- 1951: Štika v rybníce
- 1952: Haškovy povídky ze starého mocnářství
- 1952: Das Mädchen Anna (Anna proletářka)
- 1952: Dovolená s Andělem
- 1952: Der Hut, der Wunder tut (Divotvorný klobouk)
- 1953: Geheimnis des Blutes (Tajemství krve)
- 1953: Přicházejí z tmy
- 1954: Der Zirkus spielt doch (Cirkus bude!)
- 1954: Frona
- 1954: Nejlepší člověk
- 1954: Jan Hus
- 1955: Oplatky
- 1955: Musik vom Mars (Hudba z Marsu)
- 1955: Anděl na horách
- 1955: Větrná hora
- 1955: Jan Žižka
- 1955: Vzorný kinematograf Haška Jaroslava
- 1956: Vina Vladimíra Olmera
- 1956: Zaostřit, prosím!
- 1956: Der brave Soldat Schwejk (Dobrý voják Švejk)
- 1957: Schůzka o půl čtvrté
- 1957: Poučení
- 1957: Konec jasnovidce
- 1957: Tam na konečné
- 1957: Páté kolo u vozu
- 1958: Kassendiebe (Kasaři)
- 1958: O věcech nadpřirozených
- 1958: Občan Brych
- 1958: Útěk ze stínu
- 1958: Hry a sny
- 1959: Jak se Franta naučil bát
- 1959: Slečna od vody
- 1959: Das Geheimnis der Puderdose (Zpívající pudřenka)
- 1959: Probuzeni
- 1959: Zkouška pokračuje
- 1960: Zlepšovák
- 1960: Bei uns in Mechov (U nás v Mechově)
- 1960: Zlé pondělí
- 1960: Černá sobota
- 1960: Valčík pro milión
- 1961: Die Prozession zur Heiligen Jungfrau (Procesí k Panence)
- 1961: Vater gesucht (Hledá se táta)
- 1961: Das Märchen von der alten Straßenbahn (Pohádka o staré tramvaji)
- 1962: Tri razy svitá ráno
- 1963: Lucie
- 1963: Velká cesta
- 1963: Seine Majestät – Kollege König (Král Králů)
- 1963: Tři chlapi v chalupě
- 1963: Mezi námi zloději
- 1964: Drahý zesnulý
- 1964: Hopfenpflücker (Starci na chmelu)
- 1964: Pět hříšníků
- 1964: Prípad Barnabáš Kos
- 1964: Příběh dušičkový
- 1964: Lov na mamuta
- 1966: Poklad byzantského kupce
- 1967: Zločin a trik II.
- 1967: Lucerna
- 1967: Noc nevěsty
- 1967: Marketa Lazarová
- 1967: Wie wird man die Helene los? (Jak se zbavit Helenky)
- 1967: Muž, který stoupl v ceně
- 1968: Bouřka
- 1968: Die wahnsinnig traurige Prinzessin (Šíleně smutná princezna)
- 1968: Jarní vody
- 1968: Spravedlnost pro Selvina
- 1968: Maratón
- 1968: Čest a sláva
- 1968: Šest černých dívek aneb Proč zmizel Zajíc
- 1969: Kladivo na čarodějnice
- 1969: Ich habe Einstein umgebracht (Zabil jsem Einsteina, pánové…)
- 1969: Das zielbewußte Fräulein (Odvážná slečna)
- 1969: Ezop
- 1970: Tvář pod maskou
- 1970: Žižkův meč
- 1970: Čtyři vraždy stačí, drahoušku
- 1970: Pinocchiova dobrodružství II.
- 1971: Chléb a písně
- 1971: Kam slunce nechodí
- 1971: Touha Sherlocka Holmese
- 1971: Slaměný klobouk
- 1971: Smrt černého krále
- 1972: Die gestohlene Schlacht (Ukradená bitva) (Koproduktion DEFA)
- 1972: Tie malé výlety
- 1975: Prodaná nevěsta
- 1976: Häuschen im Grünen gesucht (Na samotě u lesa)
- 1976: Marečku, podejte mi pero!
- 1976: Parta hic
- 1976: Wie Honza beinahe König geworden wäre (Honza málem králem)
- 1976: Náš dědek Josef
- 1977: Talíře nad Velkým Malíkovem
- 1977: Hopp...! Und ein Menschenaffe ist da (Hop – a je tu lidoop)
- 1977: Proč nevěřit na zázraky
- 1977: O Honzovi a Barušce
- 1978: Das Geheimnis des Weidenkorbs (Tajemství proutěného košíku) (Fernsehserie)
- 1978: Die Todeswand bin ich (Já jsem Stěna smrti)
- 1978: Die wunderbaren Männer mit der Kurbel (Báječní muži s klikou)
- 1978: Od zítřka nečaruji
- 1979: Das neunte Herz (Deváté srdce)
- 1979: Auf der Spur des Wilderers (Na pytlacke stezce)
- 1979: Božská Ema
- 1979: Die Zeugenaussage (Paragraf 224)
- 1979: AEIOU
- 1980: Blázni, vodníci a podvodníci
- 1980: Meine Ferien mit Großvater (Za trnkovým keřem)
- 1981: Opera ve vinici
- 1982: Flüchtige Begebenheiten (Plaché příběhy)
- 1982: Weinlese (Vinobraní)
- 1982: Hinter der Scheune ist ein Drache (Za humny je drak)
- 1983: Der Hirtenjunge aus dem Tal (Pasáček z doliny)
- 1984: Training mit kleiner Nachtmusik (Všichni musí být v pyžamu)
- 1985: S čerty nejsou žerty
- 1986: Mit lachendem Auge (Smích se lepí na paty)
- 1987: MÁG
- 1988: Cirkus Humberto (Fernsehserie)
- 1990: Stavení
- 1991: Zpověď Dona Juana
- 1991: Rama dama
- 1993: Krvavý román
- 1994: Pevnost
- 1994: V erbu lvice
- 1994: Golet v údolí
- 1995: Malostranské humoresky